# Tahnoun ben Zayed Al Nahyane
Titre
Conseiller à la sécurité nationale des Émirats arabes unis
Tahnoun ben Zayed Al Nahyane est le fils du fondateur des Émirats arabes unis, Zayed ben Sultan Al Nahyane. Depuis 2016, il est conseiller à la sécurité nationale des Émirats arabes unis. Il a précédemment occupé le poste de conseiller adjoint à la sécurité nationale en 2013,.

## Biographie
Cheikh Tahnoun ben Zayed est le demi-frère du président des Émirats arabes unis, Khalifa ben Zayed Al Nahyane. Il est le propre frère du prince héritier d'Abou Dabi, Mohammed ben Zayed Al Nahyane et de Hamdan ben Zayed, d' Hazza ben Zayed, de Mansour ben Zayed et de Abdallah ben Zayed Al Nahyane, ministre des Affaires étrangères des Émirats arabes unis.

### Conseiller adjoint à la sécurité nationale (2013-2016)
Le président des Émirats arabes unis Khalifa ben Zayed Al Nahyane, a publié un décret fédéral le 19 mars 2013, la nomination de Tahnoun au poste de conseiller adjoint à la sécurité nationale avec rang de ministre.

### Conseiller à la sécurité nationale (depuis 2016)
Le président des Émirats arabes unis Khalifa ben Zayed Al Nahyane a publié un décret fédéral le 14 février 2016, nomination de Tahnoun au poste de conseiller à la sécurité nationale pour les Émirats. Sous le décret, Tahnoun devait rendre compte directement au Président du Conseil suprême de la sécurité nationale.
Tahnoun a reçu Yossi Cohen, le chef de l'agence de renseignement israélienne, Mossad le 18 août 2020, après la signature par les Émirats arabes unis-Israël de l'accord de paix historique, normalisant les relations entre les deux nations.

### Intérêts sportifs
Cheikh Tahnoun est un fervent pratiquant et mécène des arts martiaux, en particulier du jiu-jitsu brésilien.

## Controverses

### Violation des sanctions
Le 16 août 2020, The Washington Post a rapporté que l'administration dirigée par le président américain Donald Trump a imposé plusieurs sanctions contre le régime du président syrien Bachar el-Assad, cible les réseaux de soutien financier aidant le président de l'extérieur du pays à contraindre Damas à des pourparlers de paix. Selon les dossiers financiers examinés par The Wall Street Journal, Tahnoun a déposé environ 200 000 dollars sur les comptes bancaires détenus par la nièce du président syrien Assad, Aniseh Shawkat, sur une période de plusieurs années en tant que parrain. Les autorités britanniques ont saisi plusieurs de ces comptes bancaires en 2019, affirmant que des centaines de milliers de dollars déposés sur les comptes de Mme Aniseh ont contribué à contourner les sanctions de l'Union européenne contre les fonds du régime syrien. Tahnoun, Aniseh Shawkat et son avocat Zubair Ahmad n'ont pas répondu lorsqu'ils ont sollicité leurs commentaires.

### Projet Raven
La Central Intelligence Agency des États-Unis a été condamnée pour avoir espionné toutes les nations du monde arabe et de la région du Moyen-Orient, sauf les Émirats arabes unis, bien que la nation du Golfe ait engagé d'anciens responsables de la CIA pour son Projet Raven afin d'espionner des cibles politiques, dont plusieurs américains en 2014. Tahnoun était alors conseiller adjoint à la sécurité nationale des Émirats arabes unis.
Plusieurs anciens responsables de la CIA ont déclaré à Reuters que l'agence ne recueillait pas de « renseignements humains » auprès d'un informateur émirien car elle partageait des ennemis communs avec les États-Unis. Le responsable à la retraite de la CIA, Norman Roule, a défendu les États-Unis pour ne pas avoir espionné les Émirats, affirmant que les actions commises par Abu Dhabi avaient «contribué à la guerre contre le terrorisme, en particulier contre Al-Queda [Qaïda] au Yémen. » La politique étrangère des Émirats arabes unis a contrôlé le frère aîné du cheikh Tahnoun et prince héritier d'Abou Dabi, Mohammed ben Zayed, dont le fils, le cheikh Khalid ben Mohammed, dirige le réseau de surveillance interne du pays.

### Cas de lobbying
Le 20 juillet 2021, un homme d'affaires libanais nommé Thomas Joseph Barrack a été arrêté en Californie sur des accusations de lobbying pour Abou Dhabi entre 2016 et 2018. En 2019, lors d'une enquête FBI, M. Barrack a induit en erreur aux enquêteurs de ses liens avec les États du Golfe. Malgré le fait qu'il n'était pas accusé d'avoir augmenté les fonds des ÉAU directement, son cabinet d'équité immobilier et son capital-investissement, Colony Capital, a obtenu environ 1,5 milliard de dollars de Riyadh et d'Abou Dhabi. Le 24 juillet 2021, il a été libéré de la garde après avoir déposé 250 millions de dollars et une sécurité de caisse de 5 millions de dollars. Le 29 juillet 2021, les procureurs ont allégué que la caserne a secrètement repris la direction du gouvernement des ÉAU et a utilisé son statut de conseiller informel de la stratégie de Trump sur la stratégie du Moyen-Orient pour pousser les politiques. Le 28 septembre 2021, cinq noms de Royals Emirati étaient énumérés dans l'acte d'accusation de Tom Barrack. Les noms étaient le chef de facto de l'ÉAU, le prince héritier d'Abou Dabi, Mohammed Ben Zayed Al Nahyane; le conseiller national de la sécurité des ÉAU, Cheikh Tahanoun Ben Zayed Al Nahyane; le directeur du service d'intelligence Émirati, Mohammed Hammad Al Shamsi; le directeur du programme d'assistance au Pakistan des Émirats arabes unis, Abdullah Khalifa Al Ghafli; et l'ambassadeur des ÉAU aux États-Unis, Yousef Al Otaiba.

### Abou Dhabi Secrets
En 2023, un rapport intitulé Abou Dhabi Secrets a révélé que Mario Brero avait partagé une liste de plus de 1 000 personnes et 400 organisations en Europe avec les ÉAU. En outre, The New Yorker a rapporté que Cheikh Tahnoun ben Zayed Al Nahyane était impliqué dans une campagne pour diffamer un pays voisin et les Frères musulmans.

### Rachat Esyasoft
Le 27 janvier 2025, il a été annoncé qu'Esyasoft, basé à Dubaï, présidé par Sheikh Tahnoun bin Zayed Al Nahyan, avait accepté d'acquérir Good Energy, basé à Wiltshire, pour 99,4 millions de livres sterling, en attendant un vote des actionnaires,.

### Case de contrebande d'or
Selon un rapport des Nations unies, International Resources Holding (IRH), un conglomérat contrôlé par Cheikh Tahnoun, a acquis la mine de cuivre Mopani en Zambie sous la direction de son principal stratège mondial, Sibtein Alibhai. Après cette acquisition, l'IRH a agressivement conclu des accords minières en Afrique et dans d'autres régions. Les enquêteurs des Nations Unies ont allégué qu'Alibhai et IRH se sont livrés à des réunions avec plusieurs passeurs d'or de la République démocratique du Congo. Le gouvernement congolais affirme qu'une grande partie de l'or de contrebande est finalement canalisée aux Émirats arabes unis.

### Financement en crypto
MGX, dirigé par Cheikh TBZ, a injecté 2 milliards de dollars dans Binance, la première plateforme mondiale d'échanges de cryptoactifs, marquant le plus grand investissement dans une entreprise du secteur en mars 2025. Le Fonds, qui se concentre sur l'intelligence artificielle et les nouvelles technologies, est également impliquée dans le projet Stargate, une importante initiative d'intelligence artificielle aux États-Unis annoncée par le président Donald Trump en janvier. De plus, il devrait contribuer au développement d'un centre de données Gigawatt de 50 milliards d'euros en France. Pendant ce temps, Binance fait l'objet d'une enquête en France pour avoir prétendument échoué à surveiller correctement les fonds clients depuis mai 2022.